# Sosnovyj Bor
Sosnovyj Bor (ryska Сосно́вый Бор) är en stad i Leningrad oblast i Ryssland. Staden har 67 397 invånare år 2015.